# Khuếch tán

Sự khuếch tán trên quan điểm vi mô và vĩ mô. Ban đầu, các phân tử chất tan nằm ở phía bên trái của đường ngăn cách (đường màu tím) và không có phân tử nào ở bên phải. Khi loại bỏ đường ngăn cách đi, các phân tử sẽ di chuyển khắp bình chứa do sự khuếch tán.Hình trên: Một phân tử di chuyển xung quanh một vị trí ngẫu nhiên.Hình giữa: Khi có nhiều phân tử hơn, có một xu hướng rõ ràng là các phân tử chất tan sẽ điền đầy bình chứa và ngày càng đồng nhất.Hình dưới: Với một số lượng rất lớn các phân tử chất tan, tính ngẫu nhiên đã biến mất hoàn toàn: chất tan xuất hiện sẽ di chuyển thuận lợi và có hệ thống từ nơi có nồng độ cao đến nơi có nồng độ thấp, theo Định luật Fick

Khuếch tán hay khuếch tán phân tử là sự dao động nhiệt của tất cả các phân tử (chất lỏng hay chất khí) ở nhiệt độ lớn hơn độ không tuyệt đối. Tốc độ của chuyển động nhiệt là hàm số của nhiệt độ, độ nhớt của dòng chảy và kích thước (khối lượng) của các phần tử nhưng không phải là hàm số của nồng độ.
Sự khuếch tán dẫn đến sự dịch chuyển các phân tử từ một khu vực có nồng độ cao hơn đến khu vực có nồng độ thấp hơn, nhưng điều quan trọng là cần lưu ý là sự khuếch tán cũng xảy ra khi không có gradient nồng độ. Kết quả của sự khuếch tán là một pha trộn vật chất. Trong một giai đoạn với nhiệt độ đồng nhất, không có sự tác động của lực từ bên ngoài lên các phần tử thì kết quả cuối cùng của quá trình khuếch tán là sự san bằng nồng độ.